# Европейский маршрут E31
Европейский маршрут Е31 — европейский автомобильный маршрут категории А, соединяющий города Роттердам (Нидерланды) и Людвигсхафен-на-Рейне (Германия). Длина маршрута — 538 км.

## Города, через которые проходит маршрут
Маршрут Е31 проходит через 2 европейские страны:
- Нидерланды: Роттердам — Горинхем — Тил — Неймеген —
- Германия: Гох — Мёрс — Крефельд — Нойс — Кёльн — Меккенхайм — Кобленц — Бинген-на-Рейне — Бад-Кройцнах — Вормс — Людвигсхафен-на-Рейне

Е31 связан с маршрутами
| - E25 - E19 - E311 |  | - E35 - E40 - E29 |  | - E37 - E44 - E42 |

## Фотографии

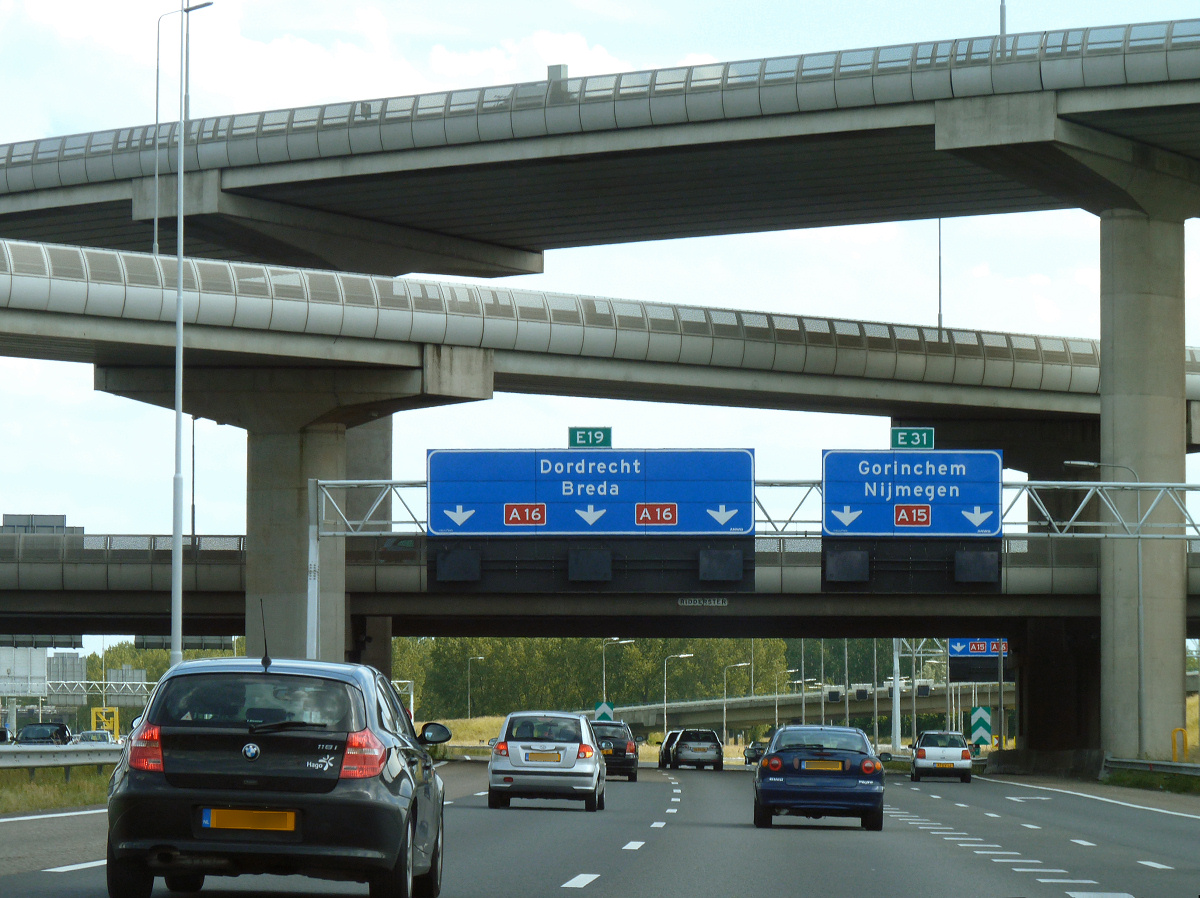
Е31 в Роттердаме
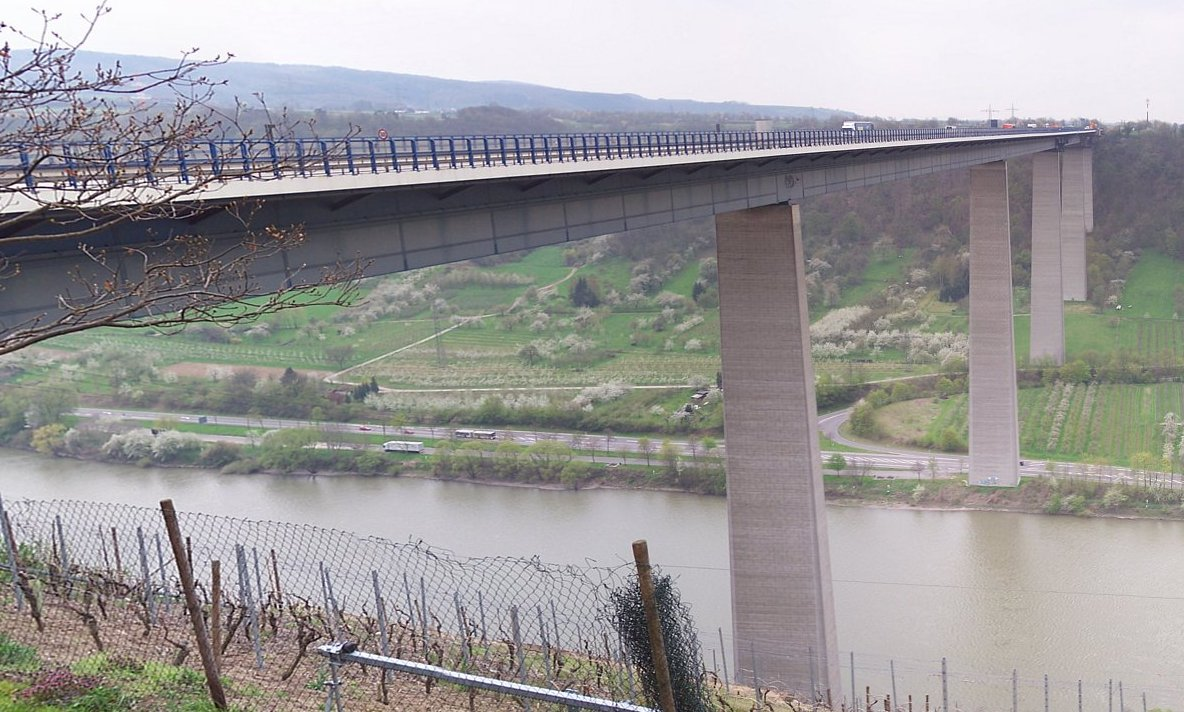
Мост через реку Мозель в Германии
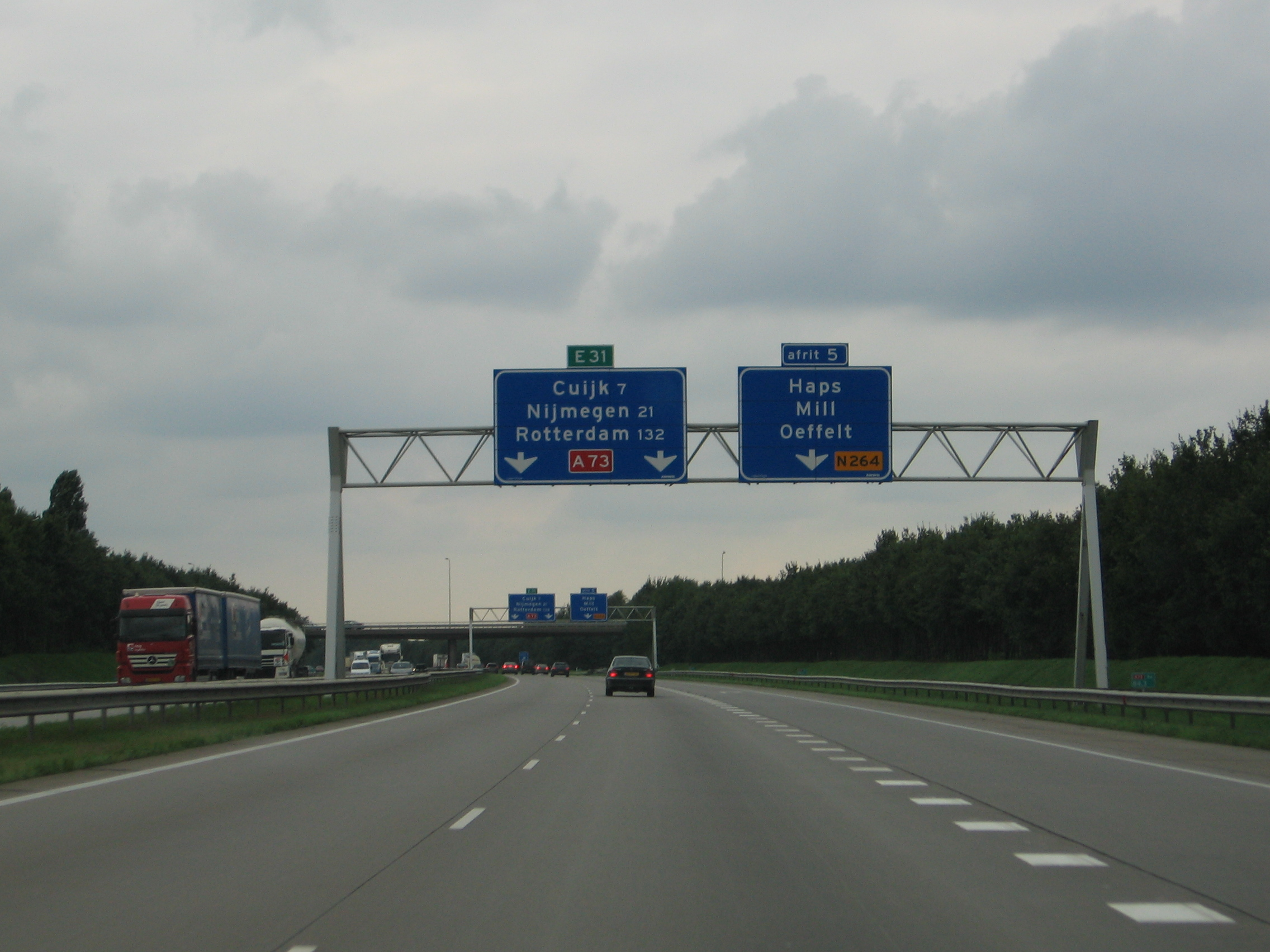
Е31 около германо-нидерландской границы
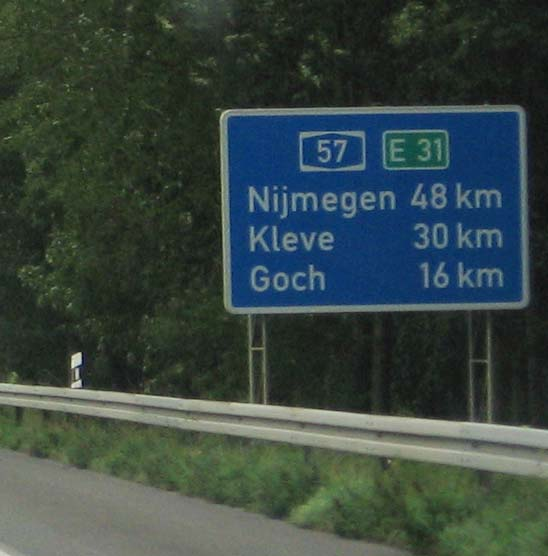
Е31 в Германии, около границы